# Assé-le-Riboul

Assé-le-Riboul este o comună în departamentul Sarthe, Franța. În 2009 avea o populație de 487 de locuitori.